# 台湾人民社会主義同盟
台湾人民社会主義同盟（たいわんじんみんしゃかいしゅぎどうめい、TPSA）は1971年12月にアメリカに於いて史明を中心に設立された政治団体。
左派「社会主義台湾独立派」組織として活動し、その活動費は日本人の支持と、史明が東京で開業したレストランの売り上げにより捻出されていた。